# Syrmoptera nivea
Syrmoptera nivea är en fjärilsart som beskrevs av James John Joicey och Talbot 1924. Syrmoptera nivea ingår i släktet Syrmoptera och familjen juvelvingar. Inga underarter finns listade i Catalogue of Life.